# 余家河水库
余家河水库是中国湖北省荆门市京山县境内的一座水库，位于槐水支流上，建于1972年。水库正常库容为778万立方米，集雨面积为21.5平方千米，海拔为214.5米。